# أنتوني كلارك (رجل أعمال)
أنتوني كلارك (بالإنجليزية: Anthony Clarke)‏ هو شخصية أعمال بريطاني، ولد في 1953.